# IC 331
IC 331 ist eine linsenförmige Galaxie vom Hubble-Typ S0-a im Sternbild Stier auf der Ekliptik. Sie ist schätzungsweise 309 Millionen Lichtjahre von der Milchstraße entfernt und hat einen Durchmesser von etwa 80.000 Lichtjahren.
Im selben Himmelsareal befinden sich u. a. die Galaxien IC 329 und IC 330.
Das Objekt wurde am 4. Dezember 1891 vom französischen Astronomen Stéphane Javelle entdeckt.